# Suva
Suva este cel mai mare oraș din Republica Fiji și capitala acestui stat începând cu 1882. Este de asemenea reședința Diviziunii Centrale, una din cele patru diviziuni ale țării. Orașul este situat pe o peninsulă din sud-estul insulei Viti Levu. La recensămîntul din 1996 avea o populație de 77.366 locuitori, iar împreună cu suburbiile 167.975. O mare parte din suprafața orașului este construită pe o fostă mlaștină cu păduri de mangrove.

## Zona Metropolitană

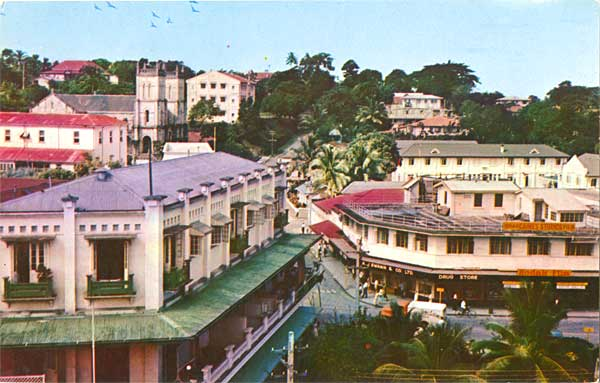
Suva anii 1950

Suva este centrul comercial și politic al țării, și orașul cel mai mare în Pacificul de Sud exceptând Australia și Noua Zeelandă. Are principalul port din Fiji și a fost sediul Jocurilor din Pacificul de Sud în mai multe ocazii, orașul aproape este înconjurat de mare, plaja cea mai apropiată este la 40 km distanță în Pacific Harbour și coasta cea mai apropiată este înconjurată de mangrove. O parte însemnată a orașului, cuprinzând și vechiul edificiu al parlamentului a fost construit pe mangrove. Suva primește o împortantă cantitate de precipitații,
totuși nu depășește Pohnpei, un stat din Micronesia, are mai multe precipitații decăt Nadi și occidentul din Viti Levu, care este numit de suvanezi "occidentul arzător".

## Structura
Edificiul cel mai înalt din Fiji, Suva Central, a fost de curând inaugurat și este mai înalt cu 24,6 m decât Edificiul Bancii de rezervă din Fiji. Suva central este azi edificiul cel mai înalt din zona insulară a Pacificului.. Alt edificiu foarte cunoscut este Librăria din Suva, construită în 1909 și finanțată de magnatul Andrew Carnegie. Complexul de edificii guvernamentale ocupă un teren care înainte era plin de mangrove, în 1935 a fost drenat și aproximativ 5 km de beton armat a fost folosit pentru cimentarea suprafeței, pentru a putea suporta greutatea edificiilor care trebuiau să fie construite. Edificiul central a fost terminat în 1939; o nouă aripa a fost terminată în 1967. Totuși parlamentul a fost mutat în altă localitate pe strada Ratu Sukuna în 1992. Casa Guvernamentală a fost vechea rezidență a guvernatorilor coloniali din Fiji și după independență în 190, a fost sediul guvernatorilor Generali din Fiji. acum este rezidenșa președintelui din Fiji. A fost construit în 1882, a fost reconstruită în 1928 după ce a fost distrusă de o furtună în 1921. Universitatea pacificului Sud (UPS) ocupă cea ce odată a fost o bază de hidroavioane din Noua Zeelandă. Muzeul Fiji, așezat în Gradinile Thurston, a fost fundat în 1904 și la început ocupa actuala primărie, dar a fost mutat în actualul edificiu în 1954. Muzeul cuprinde o extensă colectie de unelte traditionale fijiene și de asemenea este o instituție educațională și de investigație, specializată în aeheologie, conservarea tradițiilor orale fijiene și publicării de materiale despre cultura și limbajul fijian. Suva are 78 de parcuri pline de flora din toate regiunile Pacificului de Sud.

## Demografie
Suva este un oraș multirasial și multicultural. Fijienii autohtoni sau Indo-Fujieni, cele două grupuri etnice din Fiji, compun majoritatea populației din Suva, dar populația orașului include și caucazieni , chinezi și altii. Majoritatea expatriaților în Fiji se găsesc în Suva. Limba vorbită în oraș este engleza, dar fijiană și hindustanul de asemenea este vorbit în anumite arii ale orașului.

## Guvernul Municipal
Suva este un municipiu și este guvernat de un primar cu o primărie din 20 membrii din partidul Soqosoqo Duavata ni Lewenivanua care a câștigat după alegerile din 2005 în Suva. Actualul primar este Ratu Peni Volavola.

## Istoria
În 1868 seful bauano Seru Epenisa Cakobau a vândut 5000 km² de teren, din care 575 km² care atunci era satul Suva, Companiei Polinezia, o companie Australiană, cu intenția de a crea o industrie de bumbac pe teritoriul cumpărat, dar clima regiunii i-a impiedicat. După anexiunea insulelor Fiji de către Marea Britanie în 1874, autoritățile coloniale au decis să schimbe capitala, din Levuka la Suva în 1877. Transladarea s-a făcut oficială în 1882. Colonelul F.E. Pratt care facea parte din Inginerii Regatului a fost numit Proiectant General în 1875 și a proiectat capitala, cu asistența lui W. Stephens și Colonel R.W. Stewart. În 1909 după Ordonanța de Constituire a Municipiului, Suva a obținut statut de municipiu. Satul, original avea doar o milă pătrată; aceste margini au rămas intacte până în 1952 când districtul Muanikau și Samabula au fost anexate, mărind teritoriul cu 13 km². În octombrie din același an, Suva a fost proclamat oraș - primul din Fiji. Tamavua a fost anexată; extinderea cea mai recentă ale limitelor a fost la incorporarea districtului Cunningham în nordul orașului. Creșterea urbană a făcut să apara un numar de suburbii în afara orașului și face parte din area metropolitana din Suva.

## Personalități născute aici
- Wiliame Katonivere (n. 1964), politician, fost președinte al republicii Fiji.